# Bhogasandra, Gubbi
Bhogasandra là một làng thuộc tehsil Gubbi, huyện Tumkur, bang Karnataka, Ấn Độ.